# (35050) 1981 EA47
(35050) 1981 EA47 es un asteroide perteneciente al cinturón de asteroides, descubierto el 2 de marzo de 1981 por Schelte John Bus desde el Observatorio de Siding Spring, Nueva Gales del Sur, Australia.

## Designación y nombre
Designado provisionalmente como 1981 EA47.

## Características orbitales
1981 EA47 está situado a una distancia media del Sol de 2,326 ua, pudiendo alejarse hasta 2,664 ua y acercarse hasta 1,988 ua. Su excentricidad es 0,145 y la inclinación orbital 6,042 grados. Emplea 1296,20 días en completar una órbita alrededor del Sol.

## Características físicas
La magnitud absoluta de 1981 EA47 es 15,1. 